# Yorokobu
Yorokobu és una revista que va néixer com a blog, que tracta sobre tendències, creativitat, arquitectura, disseny, cinema, televisió i música, entre d'altres. Fou creada pel periodista Juanjo Moreno, que també n'és el director. El nom de la revista ve del japonès, on «yorokobu» significa «felicitat». Té un conveni de col·laboració amb eldiario.es.